# Manfred Szejstecki

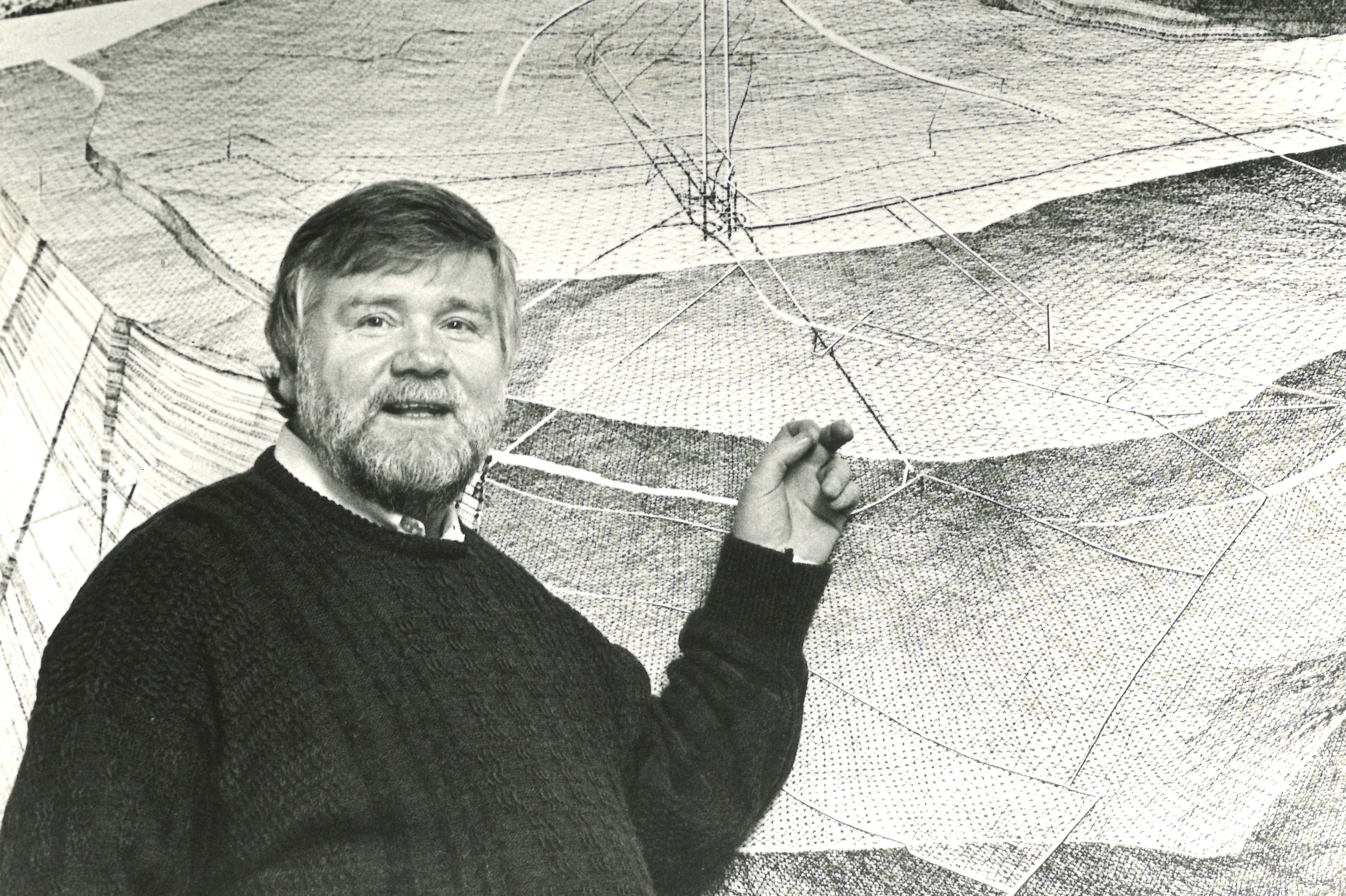
Manfred Szejstecki vor seiner Zeichnung des Marler Grabens

Manfred „Many“ Szejstecki (* 22. Februar 1931 in Breslau; † 24. Januar 2016 in Gelsenkirchen) war ein deutscher Bergmann, Zeichner, Grafiker, Maler, Objekt- und Videokünstler. Seine Werke sind geprägt von der Arbeitswelt des Bergmannes, der die oberflächliche Landschaft sowie die darunterliegenden Gesteinsschichten der Tiefe nach durchdringt. Bekanntheit erlangte er unter anderem durch seine Bergbaupanoramen, in denen er das Ruhrgebiet von unten darstellte. Die radikale Perspektivverschiebung ermöglicht eine unvergleichbare Sicht auf diese bedeutsame Industrielandschaft.

## Leben
Manfred Szejstecki wurde 1931 als Sohn von Charlotte Küfner in Breslau, der damaligen Hauptstadt der deutschen Provinz Niederschlesien (heute Polen) geboren. Seinen leiblichen Vater lernte er nie kennen. Den Namen Szejstecki erhielt er im sechsten Lebensjahr nach der Hochzeit von Charlotte Küfner und Reinhardt Szejstecki. Während der Bombardements wurde er im Rahmen der Kinderlandverschickung in sichere Gebiete gebracht. Nach dem Ende des Krieges lebten seine Eltern bis zum Mauerbau in der DDR und seine Schwester emigrierte nach Großbritannien. 1947 verließ Szejstecki als 16-Jähriger allein seine Heimat. Wie so viele andere, folgte er dem Ruf der Arbeit, die im Westen bekanntlich leichter zu bekommen war. Da die Abteile der Züge teilweise überfüllt waren, fuhr er manche Strecken im Freien zwischen den Waggons. Zunächst wohnte er in einem der vielen Ledigenheime in Dortmund und fand sofort eine Anstellung in der Zeche Minister Stein. Sein erstes Gehalt war ein Kilogramm Schweinefleisch. Bald darauf begann er seine Ausbildung zum Bergmann und brachte es innerhalb der nächsten zehn Jahre bereits zum Reviersteiger, wodurch er die Verantwortung für rund 250 Personen trug. Später arbeitete er auf Wilhelmine Victoria, Bergmannsglück und schließlich der Zeche Westerholt, wo er bis zu seinem Ruhestand 1984 angestellt blieb. Nach einer Ausbildung zum Bergingenieur sorgte er meist über Tage für die Sicherheit seiner Kumpel.
Szejsteckis Verhältnis zur Arbeit in den Steinkohlebergwerken des Ruhrgebiets war zwiespältig. Zum einen hasste er die gefährliche und körperlich anstrengende Arbeit, zum anderen begeisterten ihn die damit einhergehende Kollegialität unter den Arbeitern sowie die technischen und kulturellen Errungenschaften des Bergbaus. Später machte gerade die Liebe zur Kunst die Arbeit überhaupt erträglich. Nach der Schicht vertiefte er sich stundenlang in seine akribischen Zeichnungen, durch die er die Strapazen in etwas Gehaltvolles wandeln konnte. Erst in der freien künstlerischen Arbeit fand er Zufriedenheit.
In den 1960er-Jahren griff Szejstecki sein zeichnerisches Talent, das vor seiner Übersiedlung ins Ruhrgebiet von einem Verwandten in Breslau gefördert wurde, wieder auf und begann in seiner Freizeit und besonders während der Familienurlaube in Süddeutschland und Österreich akkurate Landschafts- und Architekturzeichnungen in Tusche anzufertigen. Seitdem trug er selbst unter Tage stets ein von Ruß und Kohlestaub geschwärztes Skizzenheft mit sich, in dem er seine Kumpels in etlichen Zeichnungen festhielt. Ab 1965 bezeichnete er sich selbst als nebenberuflich freischaffenden Künstler und stellte seine Zeichnungen und Drucke ab 1970 zunächst in Buchhandlungen, später in diversen Kunstvereinen, Galerien und Museen aus. Entscheidend für diese Entwicklung war der Kontakt zu den Gelsenkirchener Künstlern aus der alten Mantelfabrik in der Hagenstraße. Besonders Paul Sawitzki, Heiko Richter und Rolf Glasmeier, dessen Atelier neben der Mantelfabrik eine zentrale Anlaufstelle war, wurden zu wichtigen Freunden, die sein Interesse an einer tieferen Auseinandersetzung mit der Kunst weckten. Die einige Jahre jüngeren Künstler pflegten einen eher unreglementierten Lebensstil, der sich von seinem durch die harte Arbeit auf dem Pütt bestimmten Alltag bedeutend unterschied. Der Einfluss der „jungen Wilden“ führte dazu, dass Szejstecki seine Jugend, die ihm durch Krieg und Maloche verwehrt blieb, in den 1970er-Jahren nachleben konnte und sich vom leicht verbürgerlichten Habitus entfernte. Deutlich wurde dies nicht zuletzt daran, dass er als einer der ersten Reviersteiger aufhörte, mit Schlipps, Anzug und Hut zur Arbeit zu erscheinen, da dieser saubere Anschein in seinem Empfinden nicht zu diesem schmutzigen Ort passte.
Die Doppelrolle als Bergmann und Künstler ließ Szejstecki in beiden Welten als Sonderling erscheinen. Den meisten Bergmännern war die Kunst etwas tendenziell Fernes, jedoch spiegelte sich ihre Lebensrealität in den Werken Szejsteckis wider, weshalb besonders seine Bergbaupanoramen bei ihnen auf große Bewunderung stießen. Für die Künstler der Mantelfabrik war Szejstecki zunächst durch Alter und Arbeitsleben verschieden, bevor er durch seine bestimmte Art sowie seine Werke, die für sich sprachen, auch dort Anerkennung fand.
Der Kontakt zu dieser „anderen“ Welt war ausschlaggebend für die Gründung der Künstlergruppe „werkstatt“, die Szejstecki zusammen mit seinem Bergbaukollegen und Bildhauer Rolf Feddern sowie den Goldschmieden Klaus und Michael Schadek und dem Zeichner Bernhard Woschek 1976 ins Leben rief. Die Räumlichkeiten der „werkstatt“ im Zentrum von Gelsenkirchen-Buer waren seitdem Dreh- und Angelpunkt im Schaffen Szejsteckis. Dort hatte er endlich den notwendigen Platz, um seine Kunst mit größerer Konzentration produzieren und gleichzeitig in der Gemeinschaft öffentlichkeitswirksam präsentieren zu können. Ausgehend von der „werkstatt“, nahm seine Karriere als Künstler ihren Lauf.
Diese Entwicklung führte schon zu Beginn der 1980er Jahre zu größeren Arbeiten. Beispielsweise beauftragte der damalige Bergwerksdirektor der Zeche Westerholt den nach wie vor als Bergmann angestellten Szejstecki damit, das Zechengelände zu zeichnen. Für ein halbes Jahr widmete er sich als zeichnender Bergmann einem großformatigen Bild, das nicht naheliegenderweise bloß den emblematischen Förderturm zeigte, sondern eine Gesamtansicht der Zechenanlage sowie der umliegenden Städte und darüber hinaus die darunter liegende geologische Struktur. Diese Zeichnung bildete den Ausgangspunkt für die vielen Bergbaupanoramen, die ab 1984 entstehen sollten, nachdem er offiziell in den Ruhestand getreten war und sich seither ausschließlich als Künstler betätigen konnte.
Seitdem war sein Leben vollumfänglich von der Kunst bestimmt. Er zeichnete, radierte,  eignete sich den Umgang mit Farben selbst an, baute technisch ausgefeilte Objekte, experimentierte früh mit digitalen Grafiken sowie Videokunst und präsentierte sein vielfältiges Werk regelmäßig im In- und Ausland. Durch die rege Ausstellungspraxis innerhalb einer als kunstfern wahrgenommenen Stadt wie Gelsenkirchen wurde der WDR 1987 auf Szejstecki aufmerksam und drehte eine halbstündige Dokumentation mit dem Titel „Die Zeche hat mich geprägt“. Der Arbeiterkünstler Many Szejstecki. Mit zunehmendem Alter begannen Schaffensdrang und Gesundheit nachzulassen. 2016 verstarb Manfred Szejstecki in Gelsenkirchen.
1956 heiratete er Brigitte Szejstecki, die heute zusammen mit ihren drei Kindern den Nachlass des Künstlers verwaltet.

## Werke
Ausgangspunkt für Szejsteckis künstlerischen Werdegang waren akkurate Landschafts- und Architekturzeichnungen, die er 1965 während seiner Urlaubsaufenthalte in Österreich und Süddeutschland anfertigte. Als methodisches Mittel zur Füllung von Leerflächen und Darstellung topografischer Unebenheiten entwickelte er innerhalb der nächsten Jahre ein engmaschiges Strichraster aus kleinen Dreiecken, durch deren Variation er jeweils Erhebungen sowie Senkungen modellieren konnte. 1980 hat sich diese Darstellungsweise bereits soweit verselbstständig, dass sorgfältig in Tusche ausgeführte Netzzeichnungen für die Gestaltung landschaftlich anmutender Flächen genutzt werden. Heute erinnern diese detaillierten Werke an computergenerierte Grafiken, sind jedoch zunächst rein manuell und ohne Lineal ausgeführt worden, was bei einer Größe von meist über einem Meter von beständiger Geduld zeugt.
Die ästhetische Wirkung der Netzzeichnungen changiert zwischen mathematischer Berechnung und gefühlvollem Gestaltungswillen, als hätte Szejstecki mit seinem hochsensiblen Blick die geologischen Gegebenheiten der Kohleflöze abgetastet und das Beobachtete in einer technischen Zeichnung verbildlicht. Der Künstler erforscht mit sich verschränkenden Linien die Tektonik des Ruhrgebiets und erschafft dabei Bildwerke von handwerklich hoher Präzision und künstlerischer Feinfühligkeit.

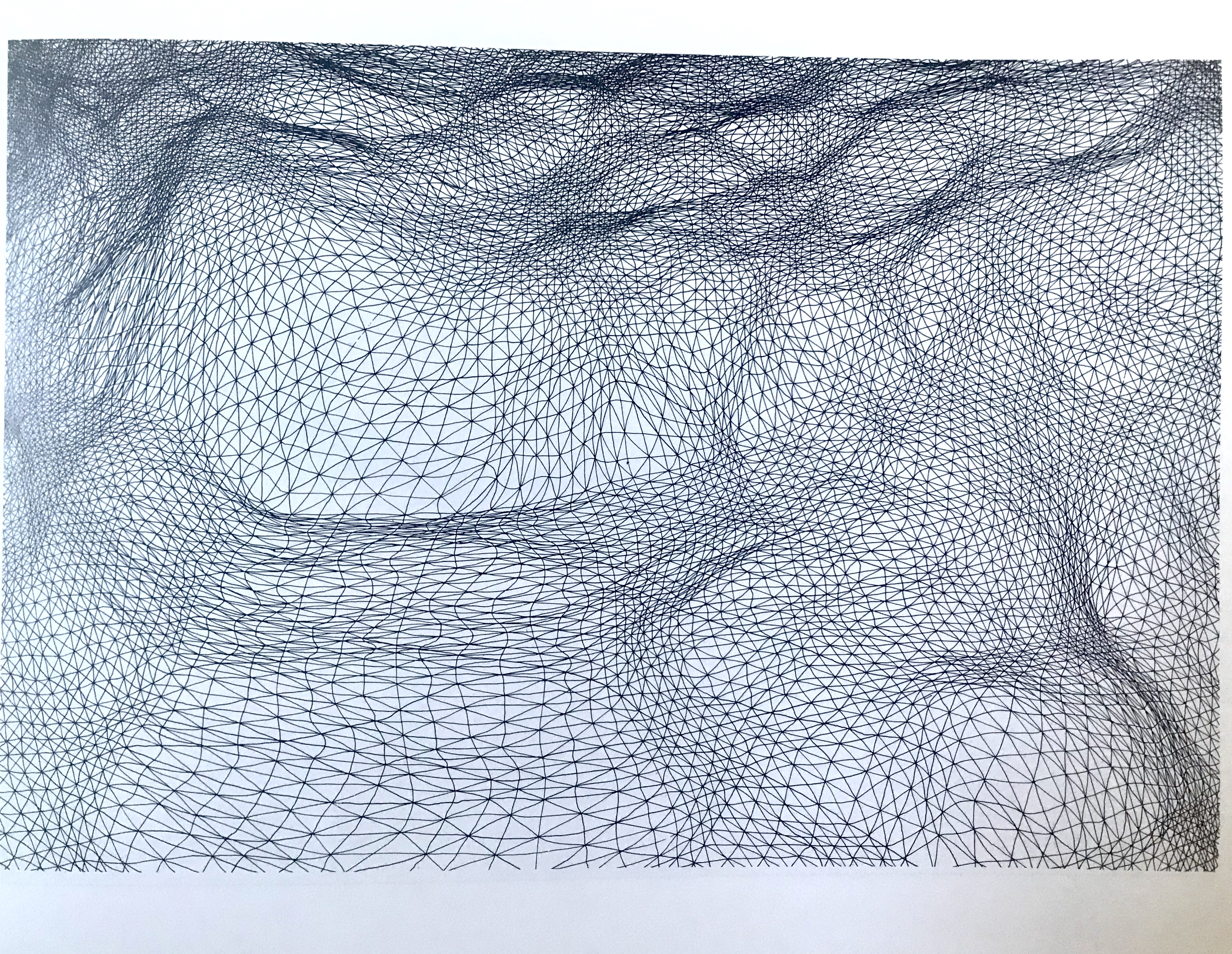
Eine sogenannte Netzzeichnung in Tusche, original 70 x 100 cm.jpg

Zeitgleich zu den Netzzeichnungen entstehen Radierungen, in denen die Netze nicht mehr Bodenwellen, Senkungen und Hügellandschaften verbildlichen, sondern Gasometer, Pyramiden und andere architektonische Elemente. Die Linienraster erweisen sich als universelles Gestaltungsmittel und werden konstitutiver Bestandteil von Szejsteckis Kunst. In den 90er Jahren nutzt er sie ebenfalls als Grundmaterial für seine Collagen, die er nachträglich kolorierte.
Außerdem entstanden in den 1970er Jahren diverse, teilweise motorisierte, Raumobjekte. In kleinen modellartigen Kästen schuf der handwerklich begabte Szejstecki unendliche Räume durch den geschickten Einsatz von Spiegeln, die beispielsweise einen in die Tiefe führenden Industrieschacht simulieren.
Ab 1984 entstanden die Bergbaupanoramen, die zu den bekanntesten seiner Werke zählen. In diesen, auch am U-Bahnhof Trinenkamp der Stadtbahn Gelsenkirchen präsentierten großformatigen Zeichnungen und Acrylgemälden von bis zu vier Metern Breite machte er seine Erfahrungen als Bergmann künstlerisch nutzbar. Sie lassen den Betrachter teilhaben an dem Wissensschatz um die geologische Struktur des Ruhrgebiets und vermitteln nicht zuletzt die Wahrnehmung eines unter Tage tätigen Menschen, der nicht auf die Stadt schaut oder sich in dieser bewegt, sondern aus hunderten Metern Tiefe zu ihr heraufblickt. Szejstecki benutzte hierfür den Begriff der „Fischperspektive“, wobei sich der unterirdischen Struktur entsprechend der Begriff der Maulwurfperspektive aufdrängt. Allerdings entstanden auch Bergbaupanoramen, in denen der Blick von der klassischen Vogelperspektive ausgeht und die verschiedenen Erdschichten durchdringt, die teilweise im Querschnitt, teilweise im Grund- und Aufriss wiedergegeben sind.
Die mühselige Handarbeit teilweise hinter sich lassend, fing Szejstecki bereits 1994 an, digitale Kunst zu produzieren. Schon in den 1980er Jahren besaß er einen Commodore-64-Heimcomputer und verwendete später die leistungsstärkeren Macintosh-Modelle für digitale Collagearbeiten. Grundlage dafür waren meist das eingescannte Kartenmaterial der Markscheidereien, geologische Vertikalschnitte und Grundrisse sowie Fotografien und nicht zuletzt die analog entstandenen Netzzeichnungen und Aquarelle, die er digital manipulierte und in etlichen Variationen einbaute. Seine Bergbaupanoramen entstanden nun am Computer und konnten so noch größere Dimensionen annehmen.
Ebenfalls 1994 widmete sich Szejstecki dem Raum des Ruhrgebiets in der Videokunst. Von 1999 bis zu seinem Tod wollte er ein multimediales Gesamtpanorama des Reviers erstellen, das nie vollständig realisiert werden konnte.
Der Verbleib vieler seiner großformatigen Werke ist nach seinem Tod unklar. Allerdings befinden sich einige von ihnen im Museum der Stadt Gladbeck im Schloss Wittringen, in der Gelsenkirchener Flora sowie im Ruhrmuseum Essen und dem Bergbaumuseum Bochum. Drei der Raumobjekte sind in der kinetischen Sammlung des Städtischen Kunstmuseums Gelsenkirchen-Buer.

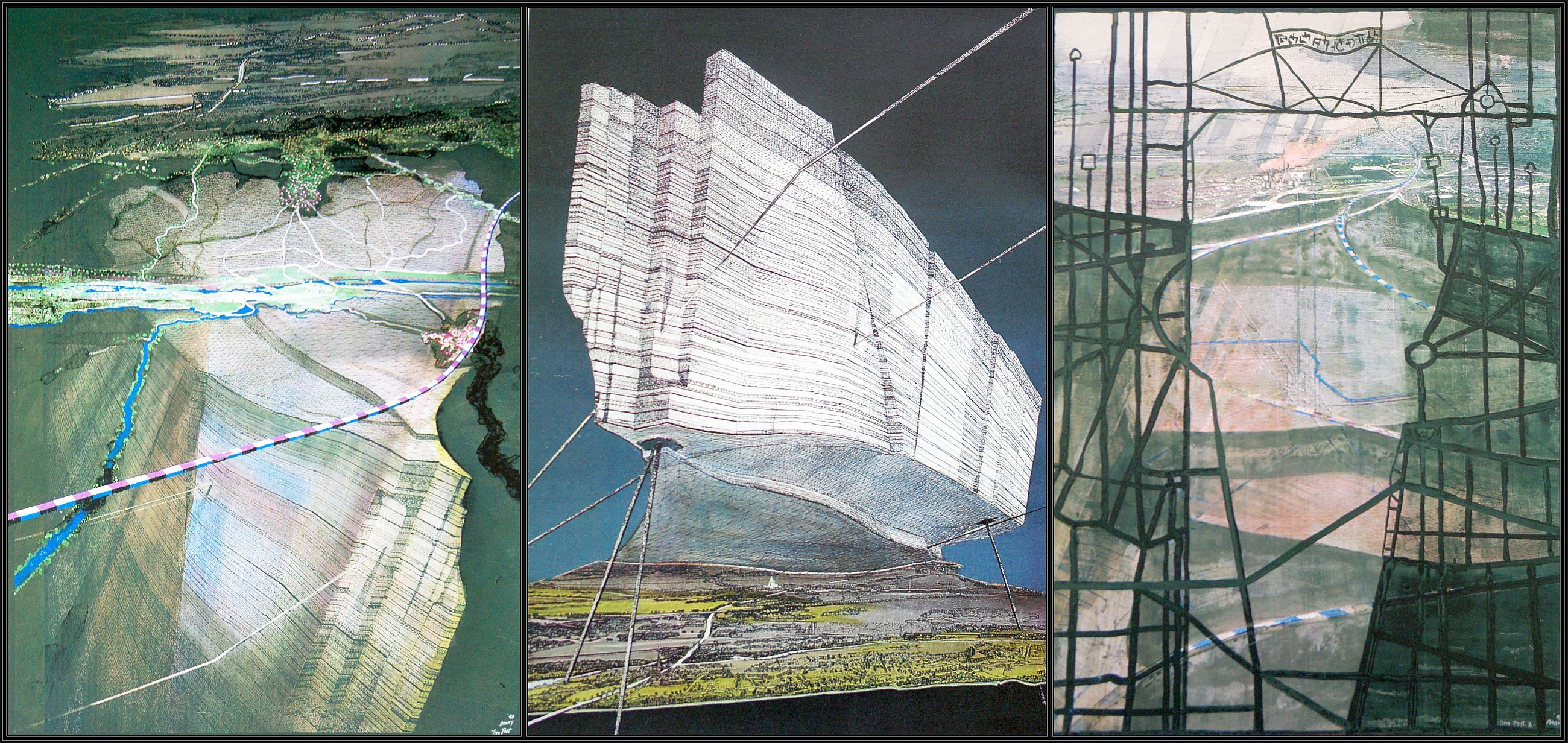
Die Serie "Im Pott", digitale Grafiken auf Basis der analogen Tuschezeichnung "Marler Graben"

## Arbeitsweise
Szejstecki eignete sich seine künstlerischen Fähigkeiten als Autodidakt an und besuchte lediglich Aktzeichenkurse bei Kurt Janitzki an der Volkshochschule Gelsenkirchen.
Den Bergbaupanoramen Szejsteckis liegt eine akribische Recherche zugrunde. Auch wenn von einem Kunstwerk keine Exaktheit zu erwarten ist, hat der Künstler dennoch versucht, so genau wie möglich vorzugehen, wodurch seine Bilder für Geographen und Geologen gleichermaßen lesbar werden. In einer Dokumentation zu dem Bergbaupanorama Haus Reck / Schacht Lerche zeigt Szejstecki seinen Rechercheweg auf.
Er begann stets mit der Festlegung eines bestimmten Gebietes anhand einer gebrauchsüblichen Karte aus dem Autoatlas Ruhrgebiet. Dann sammelte er das Grundlagenmaterial, welches meist aus den Kartenwerken des Kommunalverbandes Ruhr, den Grubenrissen der Markscheidereien sowie diversen Bergbauarchiven stammte. Zum einen musste er die Tektonik, also die Bewegung und Kräfte, die den Aufbau der Erdkruste erzeugte, sowie die verschiedenen Gesteinsarten nachvollziehen und das Grubengebäude rekonstruieren, also herausfinden, wo genau sich Schächte, Strebe, Flöze und Abbaubetriebe unter Tage befinden. Zum anderen musste er die oberirdische Fläche anhand von weiterem Kartenmaterial und Luftfotografien zu einer brauchbaren Zeichnung der Landschaft umarbeiten, die entsprechend dem festgelegten Betrachterstandpunkt perspektivisch verzerrt wurde und markante Landmarken zur Orientierung enthält.
Im Rahmen dieser Recherche sammelte sich ein großer Datensatz an geographischem und geologischem Material, das Szejstecki auf den gleichen Maßstab brachte und in mehrere Ebenen gliederte, die im Verhältnis der tatsächlichen Tiefe der jeweiligen Sohle entsprechen.
War dies getan, wurde nach den mathematischen Mitteln der Zentralperspektive der Standort des Betrachters festgelegt, der entweder von oben oder von unten durch die Erdschichten blickt. Bildebene und Raumebene sind nach dieser Festlegung immer an den Augpunkt des Betrachters gebunden, von dem der Sehstrahl deckungsgleich ausgeht. Dann setzte Szejstecki seine Netzzeichnungen digital ein, um die Beschaffenheit des Flözes zu veranschaulichen. Den Studien des Grundlagenmaterials entsprechend wurden außerdem sogenannte Störungslinien eingezeichnet, welche durch Gebirgsbewegung entstehen und als Kanten in der rasterartigen Fläche sichtbar werden, an denen sich die wirklich vorhandenen Gesteinsarten ablesen lassen. Rechteckige Punkte bedeuten beispielsweise Sandstein, eine Aneinanderreihung von Strichen Tonschiefer und eine Kombination von Strichen und Punkten Sandschiefer.
Ohne Szejsteckis langjährige Arbeitserfahrung als Bergmann wäre also nicht nur die ungewöhnliche Perspektive der Bergbaupanoramen unmöglich, sondern ihm wäre auch der Zugang zu und das Verständnis von diversen Unterlagen verwehrt geblieben. In seinen Werken verschmelzen also Arbeit und Kunst, zwei Dinge, die üblicherweise immer getrennt betrachtet werden.
Szejstecki war über das Künstlerische hinaus ein versierter Handwerker. Beispielsweise baute er die bis heute in der „werkstatt“ stehende Radierpresse selbst. Sie ist also ein Unikat, das genau auf seine grafischen Bedürfnisse abgestimmt ist.
Für seine großformatigen Zeichnungen und Gemälde baute er nicht wie bei vielen Künstlern üblich ein einfaches Gerüst, sondern gleich einen elektrischen Steiger, auf dem er einen umgebauten Bürostuhl montierte, mit dem er sich per Knopfdruck zu den jeweils zu zeichnenden Stellen fahren konnte. Um den Fortschritt jener Bilder einschätzen zu können, reichte außerdem der Platz im Atelier nicht aus, da er mit dem Rücken an der gegenüberliegenden Wand nicht von genügender Distanz einen Blick auf das Gesamtwerk werfen konnte. Dieses Problem behob er mit einem nahezu typischen Handgriff. Und zwar montierte er an der vom Bild gegenüberliegenden Wand einen großen Spiegel, durch den er das Bild in Gänze aus der Fernsicht betrachten konnte.

## Künstlergruppe „werkstatt“
1976 gründete Manfred Szejstecki zusammen mit dem Bildhauer Rolf Feddern, den Goldschmieden Klaus und Michael Schadek sowie dem Zeichner Bernhard Woschek die Künstlergruppe „werkstatt“. Um sich mehr Raum zum Arbeiten zu verschaffen und zusammen ihre Werke angemessen präsentieren zu können, mieteten sie eine gerade freigewordene Ladenfläche am alten Marientor in Gelsenkirchen-Buer. Bald darauf wurde die Gruppe um Rüdiger Goeritz und Maria Grazia Hilliges erweitert. Später wurde besonders Siegfried Danguillier mit Szejstecki zu einem der wichtigsten Stützpfeiler der „werkstatt“.
1980 musste der Arbeits- und Ausstellungsraum einem Einkaufszentrum weichen. Die Gruppe zog infolgedessen in die nahegelegene Hagenstraße 34. Dort fanden seitdem Ausstellungen der Künstlergruppe sowie des befreundeten Umfeldes statt. Die Gruppe legte besonderen Wert auf finanzielle Unabhängigkeit. Für die Finanzierung wurden nie Förderungen beantragt oder Zuschüsse verlangt. Eine wichtige Rolle spielten hier die jährlichen „werkstatt“-Kalender mit Originalkunstwerken, deren erfolgreicher Verkauf eine Grundsicherung darstellte. Darüber hinaus stemmten sie dieses gemeinsame Projekt mit eigenen Geldern, die sie durch ihre Lohnarbeit verdienten.
Die „werkstatt“ entwickelte sich seitdem zu einem wichtigen kulturellen und sozialen Treffpunkt der Stadt, der bis heute besteht. Nach dem plötzlichen Ableben von Siegfried Danguillier im Jahre 2001 drohte der „werkstatt“ dann 2009 die Schließung, was jedoch durch die Gründung eines von Wolfgang Ullrich initiierten Trägervereins verhindert werden konnte. Mittlerweile hat sich das Veranstaltungsprogramm um Konzerte, Lesungen und Poesie-Duelle erweitert. Die Künstlerin Heike Feddern, Tochter des Mitgründers Rolf Feddern, ist heute im Vorstand aktiv.
Bedeutende Weggefährten der Künstlergruppe waren unter anderem Rolf Glasmeier, Paul Sawitzki, Mario Reis, Werner Thiel, Heiko Richter, August Hering, Alfred Schmidt sowie der Schriftsteller und Dichter Michael Klaus. Die unterschiedlichen Künstler standen in ständigem Austausch miteinander, wobei nach der Schließung der Mantelfabrik besonders die „werkstatt“ zum Treffpunkt wurde. Außerdem bestand ein guter Kontakt zu anderen Galerien und Künstlervereinigungen. Über Helmut Bettenhausen und Werner Ryschawy bestand eine Anbindung der „werkstatt“-Künstler an die Künstlerzeche „Unser Fritz“. Durch Jiří Hilmar standen sie ebenfalls im Austausch mit der Künstlersiedlung Halfmannshof. Auch privat verbrachten sie viel Zeit miteinander, wobei sich die durchaus hitzigen Gespräche meistens um die Kunst und ihre Möglichkeiten sowie tagespolitische Themen drehten. In der „werkstatt“ herrschte eine Streitkultur im positivsten Sinne.

## Ausgewählte Ausstellungen
- 1970: Buchhandlung Lothar Junius, Buchvitrine Gelsenkirchen.
- 1971: Jazz und Art Galerie (mit Paul Sawitzki), Gelsenkirchen.
- 1974: Kunstverein Gelsenkirchen, Bildungszentrum.
- 1977: Städtische Galerie Schloss Oberhausen.
- 1979: Städtische Galerie Schloss Oberhausen.
- 1980: Atelier Rolf Glasmeier, Gelsenkirchen; Galerie Karin Lange, Bornheim; Landesvertretung NRW, Bonn.
- 1983: Kunstverein Dorsten; Westfälisches Landesmuseum, Münster.
- 1984: Schloß Lembeck (mit Werner Thiel und Tisa von der Schulenburg).
- 1985: Westfalenpark, Dortmund.
- 1986: Biennale an der Ruhr, Schloss Oberhausen.
- 1987: Kulturzentrum Schaffhausen (mit Werner Thiel), Schweiz; Städtische Galerie im Museum Folkwang, Essen; Ruhrlandmuseum, Essen.
- 1988: Museum Folkwang, Essen.
- 1989: Skulpturenmuseum, Marl.
- 1990: Stevenson Gallery, Nottingham.
- 1991: Bergbaumuseum, Freiburg i. S.
- 1992: NRW-Ministerium für Bundesangelegenheiten, Bonn.
- 1993: Städtische Galerie Schloss Oberhausen.
- 1994: Gasometer, Oberhausen.
- 1996: Kunstverein Gelsenkirchen, Städtisches Museum Gelsenkirchen (zusammen mit seinem Sohn Eberhardt Szejstecki)
- 1998: Innovationszentrum Wiesenbusch, Gladbeck
- 1999: Gropiusbau, Berlin.
- 2000: Innovationszentrum Wiesenbusch, Gladbeck.
- 2002: Designzentrum Zollverein, Essen.
- 2003: Deutsches Museum, München.

## Auszeichnungen
- 1977: Kunstpreis des Kunstvereins Oberhausen im Rahmen der Ausstellung „Das Revier als Faszination?!“ in der Städtischen Galerie Schloss Oberhausen.
- 1988: 2. Preis der Stadt Gelsenkirchen für die Neugestaltung des Parkstadions mit Siegfried Danguillier.
- 2002: Verdienstorden der Bundesrepublik Deutschland.

## Filmografie
- WDR, 1987: „Die Zeche hat mich geprägt“. Der Arbeiterkünstler Many Szejstecki